# Kristina Ohlsson
Kristina Ohlsson (Kristianstad, 2 marzo 1979) è una scrittrice svedese.

## Biografia
Nasce a Kristianstad. Nel 2002 si laurea in scienze politiche presso l’Università di Göteborg. Nel 2004 consegue un master in scienze politiche e crisi management presso lo Swedish National Defence College.
Scrittrice di romanzi gialli e letteratura per ragazzi, lavora come analista di sicurezza internazionale per lo Swedish National Police Board. Ha inoltre lavorato in passato al Ministero per gli Affari Esteri e per lo Swedish National Defence College, in qualità di esperta del conflitto in Medio Oriente e della politica estera dell'Unione Europea. È famosa per la serie di romanzi dell'analista investigativa Fredrika Bergman il cui primo libro, Indesiderata, è stato pubblicato in venti paesi e il terzo, Perduta, è stato candidato dall'Academy Crime come "Miglior Thriller dell'anno".
Nel 2013 ha esordito come autrice di libri per bambini con l'opera Bambini di cristallo, per il quale è stata insignita del Children's Novel Prize 2013 della radio svedese. Grazie a questo romanzo e al suo seguito, Il bambino argento, si è posizionata tra le autrici per ragazzi più vendute del Nord Europa. Il suo ultimo capolavoro è Angeli di Pietra, pubblicato da Salani il 7 marzo 2019.

## Opere
Serie di Fredrika Bergman
1. 2009 - Askungar - Indesiderata (2010), Piemme, traduzione di Alessandro Bassini e Sara Culeddu (ISBN 978-88-566-1355-1)
2. 2010 - Tusenskönor - Fiore di ghiaccio (2012), Piemme, traduzione di Alessandro Bassini e Sara Culeddu (ISBN 978-88-566-1356-8)
3. 2011 - Änglavakter - Perduta (2013), Piemme, traduzione di Alessandro Bassini (ISBN 978-88-566-2232-4)

Romanzi per ragazzi
1. 2013 – Glasbarnen  - Bambini di cristallo (2015), Salani, traduzione di Silvia Piraccini (ISBN 978-88-6715-987-1)
2. 2014 - Silverpojken - Il bambino argento (2017), Salani, traduzione di Silvia Piraccini (ISBN 978-88-93810-91-3)
3. 2019 - Angeli di Pietra (2019), Salani, traduzione di Alessandro Storti (ISBN 978-88-93811-10-1)

Serie di Martin Brenner
1. 2014 - Lotus Blues - Bugie sepolte (2019), Salani